# Armand Cossée de Maulde
Burggraaf Armand François Delphin Cossée de Maulde (Maulde, 21 maart 1847 - Elsene, 30 april 1909) was een Belgisch senator en burgemeester.

## Levensloop
Armand Cossée was het zesde en laatste kind van Alfred Cossée (1805-1880), het vierde met zijn tweede vrouw Hortense Bonaert (1813-1867). Geen enkele van de vijf broers en zussen van Armand zorgden voor nageslacht: ze stierven jong of bleven ongehuwd. 
Hij trouwde met Elodie Ruyant de Cambronne (1843-1878) en vervolgens met Marguerite d'Hespel (1854-1927). Uit het eerste huwelijk had hij twee kinderen en uit het tweede huwelijk zes.
In de gemeente Maulde werd Cossée in 1880 verkozen tot gemeenteraadslid en volgde zijn vader op als burgemeester.
Hij bleef bijna 50 jaar burgemeester (1834-1882)
Hij werd in 1894 verkozen tot katholiek senator voor het arrondissement Doornik. Hij oefende het mandaat uit tot in 1898.